# 제3회 EBS 국제다큐영화제
제3회 EBS 국제다큐영화제는 2006년 7월 10일에 열린 시상식이다.

## 수상 및 후보

### 대상
- 아웃 오브 바운드 - 알렉상드르 르보르느 외 1명 수상

### 다큐멘터리 정신상
- 강의 끝은 어디인가 - 니사 콩스리 외 1명 수상

### 심사위원 특별상
- 전장의 미소 - 매그너스 베즈마 외 1명 수상

### 시청자 관객상
- 우리 자신의 빈 라덴 - 사미라 괴셀 수상